# Peter Georg Bang
Peter Georg Bang (Copenhague, 7 de octubre de 1797 – Copenhague, 2 de abril de 1861) fue primer ministro de Dinamarca 1854 hasta 1856. 

## Biografía
Bang nació en Copenhague. Sus padres fueron Jacob Hansen Bang  (1770–1841) y Anna Cathrine Sophie Østrup (1779–1820).
Estudió en la Escuela Latina Frederiksborg en 1813, donde se licenció en 1816 y obtuvo el doctorado en 1820. Fue profesor de derecho romano en la Universidad de Copenhague y fue director de Danmarks Nationalbank de 1836 a 1845. En 1845 fue nombrado vicepresidente del Tesoro Nacional (Rentekammeret).
Su hija, Ville Bang (1848–1932), fue una reconocida pintora y maestra de arte.
Bang fue Comandante de la Orden de Dannebrog en  1847 y fue galardonado con la Gran Cruz en 1854. 